# Le Serpent aux mille coupures
Cet article concerne le roman de DOA. Pour le film d'Éric Valette, voir Le Serpent aux mille coupures.
Le Serpent aux mille coupures est un roman policier de l'écrivain français DOA, publié le 5 mars 2009 dans la collection « Série noire » des éditions Gallimard.
Ce roman a fait partie de la sélection de l'été du prix SNCF du polar 2009.
Ce roman est adapté par Éric Valette et Hervé Albertazzi pour une sortie en France en 2017 sous le même titre.

## Résumé
À Moissac, dans le Tarn-et-Garonne, trois narcotrafiquants colombiens sont tués par un homme venant de subir un accident de moto. Le motard se réfugie dans la ferme d'un viticulteur noir objet de brimades racistes de la part de plusieurs de ses confrères, lesquels se retrouvent impliqués malgré eux dans les règlements de compte des trafiquants.

## Éditions
- Le Serpent aux mille coupures, Gallimard, coll. « Série noire », 5 mars 2009, 216 p.  (ISBN 978-2-07-012472-5)
- Le Serpent aux mille coupures, Gallimard, coll. « Folio policier » no 646, 15 mars 2012, 242 p.  (ISBN 978-2-07-044115-0)